# Minnie Riperton
Minnie Julia Riperton [ˈɹɪpɚtn̩] (* 8. November 1947 in Chicago, Illinois; † 12. Juli 1979 in Los Angeles, Kalifornien) war eine US-amerikanische Soulsängerin. Sie wurde vor allem dadurch bekannt, dass sie mit ihrer Stimme Töne im Pfeifregister erreichen sowie Vogelstimmen und Instrumente imitieren konnte. Ihr größter Hit war der Titel Lovin’ You (1975).

## Leben

### Kindheit und Jugend
Minnie Riperton wurde als jüngstes von acht Kindern geboren. Ihre Familie war sehr musikalisch, was Riperton früh mit Musik und Kunst in Berührung brachte. Riperton wurde von früher Kindheit an in Ballett und Tanz unterrichtet. Sie absolvierte unter der Leitung Marion Jefferys am Lincoln Center in Chicago eine klassische Gesangsausbildung und zog eine Karriere als Opernsängerin in Erwägung. Nach ihrem Highschool-Abschluss schrieb sie sich in das Loop College ein, verließ dieses jedoch schon nach drei Wochen wieder.

### Erste Schritte
Mit 15 Jahren machte Minnie Riperton ihre ersten Aufnahmen für Chess Records. Der Pianist der Band The Gems, Raynard Miner, hatte sie als Mitglied des Hyde Park’s A Cappella Choir gehört und witterte die Gelegenheit, seiner mäßig erfolgreichen Band zum Durchbruch zu verhelfen. Er gründete mit Minnie Riperton das Trio Studio Three. The Gems glückte 1964 mit der Four-Tops-Coverversion I Can't Help Myself ein lokaler Hit; bereits ein Jahr später brachte die Gruppe ihre letzte Aufnahme, He makes me feel so good, auf den Markt. Danach bediente sich die Formation um Riperton mehrerer Pseudonyme, um weiterhin Platten veröffentlichen zu können. Hiervon sind vor allem The Starlets mit My Baby’s Real und Baby I Want You von The Girls Three zu nennen. Die letzte Aufnahme mit Riperton erfolgte 1968 mit Watered Down.

### Andrea Davis
Als Mitglied der Formation Studio Three traf Minnie Riperton ihren Mentor, den Produzenten Billy Davis. Dieser schrieb ihren ersten lokalen Radiohit Lonely Girl und die Nachfolgesingle You Gave Me Soul. Um ihm Reverenz zu erweisen, veröffentlichte Riperton diese Lieder unter dem Pseudonym Andrea Davis. Später verwendete sie ihren bürgerlichen Namen.

### Rotary Connection
Einige Monate nach den Veröffentlichungen als Andrea Davis wurde Riperton Teil der Gruppe Rotary Connection, einer Formation unter der Leitung von Marshall Chess, dem Sohn des Chess-Records-Gründers Leonard Chess. Weitere Mitglieder waren Judy Hauff, Sidney Barnes und Charles Stepney. Die Gruppe veröffentlichte 1967 ihr Debütalbum. Aladdin (1968), Peace (ein Weihnachtsalbum), Songs und Dinner Music (1970) hießen die Nachfolgewerke. Riperton traf zu dieser Zeit ihren späteren Ehemann und Produzenten Richard Rudolph.

### Lovin’ you
Im Jahr 1973 fand ein Vertreter von Epic Records eine Demoversion des Songs Seeing You This Way, den er Don Ellis, dem damaligen A&R-Manager von Epic, vorspielte. Als er Riperton, inzwischen zweifache Mutter in Gainesville, Florida, ausfindig machen konnte, wurde ein Vertrag mit Epic ausgehandelt und die Familie zog nach Los Angeles. Minnies zweite LP Perfect Angel wurde von Stevie Wonder produziert, mit dem sie einst als Backgroundsängerin bei dem Song It Ain’t No Use zusammengearbeitet sowie bei dem inzwischen oft gecoverten Creepin’ als Solistin neben Wonder Aufmerksamkeit auf sich gezogen hatte. Der Verkauf von Perfect Angel verlief anfangs schleppend. Epic wollte bereits die Arbeit am nächsten Album beginnen, als Co-Produzent Rudolph den Vorschlag machte, nach den Singles Reasons, Take a Little Trip und Seeing You This Way mit Lovin’ You eine vierte Auskopplung zu versuchen. Die Single stieg in Großbritannien bis auf Platz 2 der Hitparade. 1974 erklomm der Titel die amerikanische Chartspitze. Das Album Perfect Angel wurde mit Gold ausgezeichnet und Riperton war nun als „the lady with the high voice“ (dt. „Die Dame mit der hohen Stimme“) bekannt.

### Weiterer Karriereverlauf
Adventures in Paradise, in enger Zusammenarbeit mit ihrem Ehemann Richard Rudolph und dem Pianisten Joe Sample von den Crusaders eingespielt, konnte mit Ausnahme der Top-5-Single Inside My Love nicht an den Erfolg von Perfect Angel anknüpfen. Ihre Popularität begann, sich auf R&B-interessierte Kreise zu beschränken. Ripertons Anwalt Mike Rosenfeld sah sich nach neuen Labels für seine Mandantin um und handelte einen Vertrag mit Capitol Records aus. Dieser beinhaltete unter anderem, dass die bisher bei Epic erschienenen Alben komplett zu Capitol wechselten. Das dritte Album Stay in Love konnte bei Capitol Records veröffentlicht werden. Der bekannteste Song dieser LP ist eine weitere Zusammenarbeit mit Stevie Wonder, der Discotitel Stick Together. 1979 wurde das letzte Album Ripertons mit dem schlichten Titel Minnie veröffentlicht. Auch hierauf findet sich ein Song mit Stevie Wonder, Lover & Friend, bei dem Wonder den kompletten Rhythmustrack einspielte. Den letzten Auftritt vor ihrem Tod hatte Riperton am 6. Juli 1979 in der Merv Griffin Show, wo sie Memory Lane sang.

### Familienleben
Minnie Riperton war mit dem Songwriter und Musikproduzenten Richard Rudolph von 1972 bis zu ihrem Tod 1979 verheiratet. Die beiden hatten zwei Kinder: Marc Rudolph und Schauspielerin Maya Rudolph.

### Krankheit und Tod

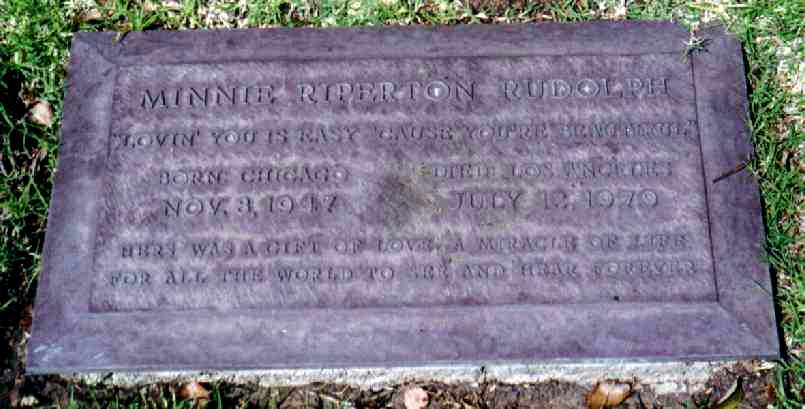
Minnie Ripertons Grab im Westwood Memorial Park

1976 ließ Riperton in der Fernsehsendung The Tonight Show wissen, dass sie an Brustkrebs erkrankt sei.  Sie setzte ihre Tour fort. 1979 ließ sich Riperton in das Cedars-Sinai Medical Center in Los Angeles einliefern, wo sie im Alter von 31 Jahren starb.

### Postume Veröffentlichungen
Nach Ripertons Tod erschien das Album Love Lives Forever mit postum aufgenommenen Duetten und Zusammenarbeiten, unter anderem mit Peabo Bryson und Michael Jackson. Ripertons letzte Single Give Me Time – Ripertons letzte Aufnahme überhaupt – wurde 1980 veröffentlicht. Richard Rudolph, ihr Ehemann und Produzent, nahm später den Song Now That I Have You mit Teena Marie für deren Album Lady T. auf, der ursprünglich für die fünfte LP seiner Frau vorgesehen war. Capitol Records brachte 1982 The Best of Minnie Riperton heraus.

## Diskografie

### Studioalben
| Jahr | Titel                  | Höchstplatzierung, Gesamtwochen, AuszeichnungChartplatzierungen (Jahr, Titel, Platzierungen, Wochen, Auszeichnungen, Anmerkungen) | Höchstplatzierung, Gesamtwochen, AuszeichnungChartplatzierungen (Jahr, Titel, Platzierungen, Wochen, Auszeichnungen, Anmerkungen) | Anmerkungen                         |
| Jahr | Titel                  | UK | US | Anmerkungen                         |
| ---- | ---------------------- | --- | --- | ----------------------------------- |
| 1970 | Come to My Garden      | — | US160 (4 Wo.)US | Erstveröffentlichung: November 1970 |
| 1974 | Perfect Angel          | UK33 (3 Wo.)UK | US4 Gold · (47 Wo.)US | Erstveröffentlichung: August 1974   |
| 1975 | Adventures in Paradise | — | US18 (23 Wo.)US | Erstveröffentlichung: Mai 1975      |
| 1977 | Stay in Love           | — | US71 (10 Wo.)US | Erstveröffentlichung: Februar 1977  |
| 1979 | Minnie                 | — | US29 (27 Wo.)US | Erstveröffentlichung: Mai 1979      |
| 1980 | Love Lives Forever     | — | US35 (15 Wo.)US | Erstveröffentlichung: Oktober 1980  |

Weitere Veröffentlichungen
- 1981: The Best of
- 1993: Capitol Gold: The Best of
- 1997: Her Chess Years
- 2001: Petals: The Collection
- 2001: Les Fleurs: Anthology

### Singles
| Jahr | Titel Album                           | Höchstplatzierung, Gesamtwochen, AuszeichnungChartplatzierungen (Jahr, Titel, Album, Platzierungen, Wochen, Auszeichnungen, Anmerkungen) | Höchstplatzierung, Gesamtwochen, AuszeichnungChartplatzierungen (Jahr, Titel, Album, Platzierungen, Wochen, Auszeichnungen, Anmerkungen) | Anmerkungen                       |
| Jahr | Titel Album                           | UK | US | Anmerkungen                       |
| ---- | ------------------------------------- | --- | --- | --------------------------------- |
| 1975 | Lovin’ You Perfect Angel              | UK2 Silber · (10 Wo.)UK | US1 Gold · (18 Wo.)US | Erstveröffentlichung: Januar 1975 |
| 1975 | Inside My Love Adventures in Paradise | — | US76 (4 Wo.)US | Erstveröffentlichung: Juli 1975   |